# Consejo Nacional de la Lengua Maltesa
El Consejo Nacional de la Lengua Maltesa (en maltés: il-Kunsill Nazzjonali tal-Ilsien Malti) es un organismo creado por la "ley sobre la lengua maltesa" (en maltés: Att dwar l-ilsien Malti, en inglés: Maltese Language Act) del año 2005.
Hasta el año 2005 la estandarización de la ortografía estuvo entregada a la Academia del Maltés (en maltés Akkademja tal-Malti), función que ahora cumple el Consejo Nacional de la Lengua Maltesa.
El Consejo Nacional de la Lengua Maltesa es miembro de la Federación Europea de Instituciones Nacionales de la Lengua.
Su actual presidente es el profesor Ray Fabri (a partir de 2013), académico de la Universidad de Malta.

## Objetivos
Los objetivos según el artículo 5 de la ley son:
1. La promoción de la lengua maltesa tanto en República de Malta como en otros países, y
2. Reglamentar la ortografía, actualizándola y estableciendo la manera correcta de escribir las palabras y frases que entren en la lengua maltesa.

El Consejo Nacional de la Lengua Maltesa no tiene como objetivo prescribir una norma correcta de la lengua y la propia ley le asigna como funciones principales de desarrollar y fortalecer la posición de la lengua maltesa en todos los ámbitos de la sociedad, además de colaborar con otros organismos que persigan objetivos similares en la difusión de la lengua.